# Il Ponte delle Sirenette
Il Ponte delle Sirenette è un romanzo di Giuseppe Pederiali del 2011.

## Trama

### 1923. Cuore di ghisa
Un giorno del 1923 una bambina dell'apparente età di sette anni viene trovata da sola sul Ponte delle Sirenette, sul naviglio milanese. La piccola non parla, così viene condotta all'orfanotrofio delle Stelline, dove le viene imposto il nome di Sirena Colombo.

### 1930. Una famiglia perbene
All'età di quattordici anni è adottata da una famiglia di contadini di Gemonio, i Peressutti, che la fanno sgobbare dietro agli animali da cortile, in casa e in campagna. Durante la gravidanza di Imola, la nuora del capofamiglia Gustavo, il di lei marito Timoteo violenta Sirena e la mette incinta; quando il suo stato diventa evidente, Gustavo la caccia di casa. Sirena torna allora a Milano, dove scopre che il Ponte delle Sirenette è stato spostato al Parco Sempione per la copertura dei navigli.

### 1932. L'avvocato e il poeta
Un giorno del 1932, sui gradini del Palazzo di Giustizia, l'avvocato e poeta Delio Tessa è avvicinato da Sirena che gli racconta la sua storia. Diversi mesi prima, nella pensione dove abitava, aveva dato alla luce una bambina, che la tenutaria Lina Ghelfi aveva poi venduto per 100 lire, contro la sua volontà, ad una famiglia facoltosa che l'avrebbe adottata. Da allora Sirena cerca di ritrovarla e per guadagnare di più si è messa a battere il marciapiede. Tessa, che non è insensibile al fascino della ragazza, decide di aiutarla, ma non ottiene risultati. Sirena quindi si reca dalla Ghelfi e le intima di dire il cognome della famiglia adottiva della figlia puntandole un coltello alla gola. Un vicino di casa però dà l'allarme: Sirena è arrestata e, dopo che la polizia ha consultato il suo fascicolo, condotta al manicomio di Villa Pusterla Crivelli Arconati a Mombello (Limbiate). Intanto Tessa, non riuscendo a rintracciare la sua assistita, si rivolge alla direttrice dell'orfanotrofio, la contessa Francesca Paganini Lonardo, che apprezza la sua opera poetica e garantisce che lo aiuterà.
In manicomio Sirena, che ha fatto amicizia con altre internate, si accorge che nottetempo un medico si approfitta sessualmente di alcune di loro e denuncia il fatto di fronte alle infermiere e a un altro psichiatra dell'ospedale; questi, per metterla a tacere per sempre, decide di farla lobotomizzare. L'operazione dovrebbe essere eseguita dal professor Gerolamo De Nardis, ma un attimo prima che questa abbia luogo irrompono nella sala operatoria Tessa e la Paganini Lonardo, che portano via Sirena. 
Per farle recuperare le forze, Delio ospita la ragazza nella propria casa; Sirena, per sdebitarsi, aiuta la serva Giovannina nei lavori domestici. Un giorno, a pranzo, Sirena chiede a Delio di sposarla, ma il poeta, preoccupato della differenza d'età, declina l'offerta.

### 1938. La maison di via San Pietro all'Orto
Sirena si è rimessa ad esercitare la prostituzione, questa volta in un bordello, dove è soprannominata Verbena ed è molto richiesta dalla clientela, della quale fa parte il miliziano fascista Moretti. A lui Sirena racconta di essere alla ricerca della figlia perduta; per compiacerla l'uomo dice che l'aiuterà, ma in realtà non vuole rischiare d'inimicarsi una ricca famiglia di Milano.
Durante le sue ore di libertà, Sirena si reca nei posti frequentati dalle signore milanesi con la speranza di riconoscere la figlia. Credendo di averla ravvisata in una bambina, rapisce quest'ultima ma viene fermata; è poi liberata per l'intervento di Moretti. Rivede quindi Delio Tessa, che stavolta si offre lui di sposarla, ma Sirena gli dice che intende fare la vita ancora per qualche anno e poi verrà a cercarlo.

### 1943. Milano sotto le bombe
Sirena gestisce una pensione in via Santa Maria Valle. Entrano a far parte della sua clientela Ignazio e Daniele Scugnazzi, che secondo i loro documenti italiani sarebbero italiani residenti in Grecia, ma in realtà sono profughi ebrei di Salonicco. Ignazio insegna a giocare a scacchi al bambino Beppe, ospite della pensione con la sua famiglia; gli altri ospiti (l'ex attrice Orea Figini, l'usciere Alfredo Locchi, l'avvocato Mattiolo e la famiglia Pedroni) si fanno delle domande sulla sua condizione e sospettano che le valigie custodite gelosamente in camera contengano un tesoro. Daniele è colpito dall'avvenenza di Sirena; Ignazio, che decide di parlarle per pregarla di non sedurre l'ingenuo ragazzo, finisce per rimanerne affascinato e ha con lei un rapporto sessuale mentre infuria un bombardamento. Daniele contatta poi il professor Accorsi, esperto di miniature, perché il suo presunto padre vuole vendere un manoscritto miniato di epoca medievale, il fantomatico Libro delle Sirene e delle altre meraviglie del mare. Con la complicità di Sirena gli Sugnazzi nascondono il libro nella tomba di Delio Tessa, al cimitero di Musocco, poi si recano a Palazzo Accorsi. Ignazio chiede per il libro centomila franchi svizzeri e lascia in pegno al professore una pagina perché ne faccia esaminare l'autenticità.
Il pensionante Alfredo Locchi denuncia ai tedeschi la presenza dei due ebrei per riscuotere la taglia; le SS, guidate dal tenente Theodor Burkert, irrompono nella pensione trovandovi Ignazio, che viene tradotto a San Vittore, da dove viene poi rilasciato per ordine del colonnello Willelms, professore all'Università di Tubinga coinvolto da Accorsi. Willelms però cade in disgrazia dopo l'attentato a Hitler per la sua amicizia con Claus von Stauffenberg e viene ucciso da Burkert che simula un suicicio. Sirena cerca di organizzare la fuga degli Scugnazzi in Svizzera, ma sul treno questi sono fermati da soldati tedeschi e finiscono in un campo di sterminio.

### 1966. Cabaret milanese
Al Cab 64, la giovane Maria Sirena Colombo, figlia di Sirena e Ignazio, si esibisce cantando le poesie di Delio Tessa. Una sera viene contattata da giornalista Beppe Pedroni, del settimanale ABC, che le rivela di aver abitato nella pensione di sua madre quando era bambino.
Nel laghetto sotto il Ponte delle Sirenette viene ritrovato un cadavere: si tratta di Sirena. Parrebbe suicidio, ma la polizia indaga anche per omicidio, senza tuttavia esito. Beppe sospetta che la madre di Maria Sirena sia stata uccisa da un suo passato pensionante; riceve quindi una telefonata da Paolo Accorsi, che ha appreso della morte della donna, e gli racconta come il professore suo padre - ora ridotto a poco più di un vegetale - narrasse spesso degli incontri con lei e Ignazio in tempo di guerra.
Nel cancello del cimitero di Musocco viene trovato incastrato il cadavere di un cittadino tedesco di nome Franz Hertel. Di lui parla al commissario De Nardo, incaricato delle indagini, Dagmar Willelms, giunta a Milano con Paolo Accorsi, spiegando che il defunto aveva tenuto buoni rapporti con la famiglia dopo la morte del colonnello suo padre, e che di recente aveva consultato le sue carte spiegando di voler scrivere un libro su di lui. Al commissariato si presenta poi Theodor Burkert, che dopo la guerra ha aperto un'agenzia d'investigazioni nella quale ha trovato lavoro Hertel, ufficialmente per collaborare alle indagini della polizia italiana, ma in realtà per appurare quanto questa ha scoperto.
Beppe fa ricerche sulla possibile figlia perduta di Sirena e, grazie alla collaborazione di un ex dirigente comunale, si focalizza su Maddalena Delfanti, un'artista trentacinquenne che per fato o casualità ha esposto una scultura ispirata al Ponte delle Sirenette.
Paolo, rovistando tra le carte di suo padre, trova un appunto sul Libro delle Sirene e lo comunica a Beppe e a Maria Sirena, che pensando che non avesse altro valore che quello affattivo l'aveva prestato a un fumettista suo vicino di casa perché potesse trarne ispirazione. I due pensano che sia legato al possibile omicidio di Sirena, così la figlia lo affida temporaneamente all'avvocato Mattiolo, ringraziandolo per tutti i riguardi che ha avuto per Sirena negli anni, cosa che lascia perplesso il leguleio. Intanto Maddalena Delfanti, a colloquio con Beppe, gli racconta di come ha scoperto di essere stata adottata in tenera età, ma gli assicura di non essere la figlia di Sirena perché questa aveva in realtà tenuto la bambina che aveva venduto nel 1931; Maddalena fu poi adottata a norma di legge.
Un collega di Beppe, al quale questi ha accennato di Mattiolo, gli indica un individuo che potrebbe saperla lunga di lui: si tratta di Alfredo Locchi, ex usciere del tribunale. Beppe va a trovarlo ad Acquanegra Cremonese e da lui apprende che è Sirena non è stata uccisa, ma si è gettata nello stagno quando ha appreso la verità sulla sua primogenita: l'aveva buttata nello stesso laghetto anziché consegnarla alla balia perché la portasse alla famiglia adottiva. In tempi recenti Burkert, rovinato economicamente, aveva deciso di tornare in Italia per recuperare il Libro delle Sirene , ma Hertel l'aveva preceduto e per questo era stato ucciso. Dopo aver confessato di essere stato lui, d'accordo con Mattiolo, a denunciare ai tedeschi gli ebrei Scugnazzi per riscuotere la taglia, e di aver fatto spesso a Sirena delle donazioni anonime per pulirsi la coscienza, Locchi se ne va facendo sparire le proprie tracce.
Burkert va da Mattiolo deciso a prendersi il libro con la forza, ma l'avvocato aspetta la visita del tedesco. I due si sparano l'uno all'altro e rimangono entrambi uccisi. Il libro torna a Maria Sirena, ma le analisi dimostrano che si tratta di un falso moderno, probabilmente confezionato dallo stesso Ignazio Scugnazzi. La giovane decide di cominciare a studiare da attrice e pianta in asso Beppe.

### 1981. Una sera al Piccolo Teatro
Beppe, che lavora al Giorno, è incaricato di recensire uno spettacolo al Piccolo Teatro di Milano in cui recita la sua antica fiamma. Alla fine della commedia ha l'idea di andare a trovare Maria Sirena in camerino, ma vi rinuncia.

## Personaggi
- Sirena Colombo: la protagonista della prima parte della vicenda: bambina abbandonata dai genitori, poi prostituta, quindi gestora di una pensione.
- La signora Catalano: maestra di musica dell'orfanotrofio delle Stelline. È lei a instillare l'amore per la musica a Sirena, che poi trasmetterà alla figlia.
- Gustavo Peressutti: contadino sessantenne di Gemonio, capo della famiglia alla quale Sirena viene affidata all'età di quattordici anni.
- Gabriella coniugata Peressutti: moglie di Gustavo.
- Timoteo Peressutti: contadino trentenne, figlio maggiore di Gustavo e Gabriella, stupratore di Sirena.
- Imola coniugata Peressutti: moglie di Timoteo. Durante la sua gravidanza è disposta ad accettare che il marito abbia rapporti con Sirena.
- Reginaldo Peressutti: figlio minore di Gustavo e Gabriella.
- Lara Ghelfi: proprietaria della pensione nella quale alloggia Sirena durante il suo primo ritorno a Milano. Fa da intermediaria per la vendita della primogenita di Sirena.
- Delio Tessa: avvocato e poeta dialettale milanese.
- Il dottor Liberati: psichiatra del manicomio Villa Pusterla Crivelli Arconati, piccolo, mingherlino, pelato, con le orecchie a sventola, somigliava a un uovo con le orecchie e due occhi spiritati, seminascosti sotto i cespugli neri delle sopracciglia. Avrebbe ben figurato come matto nel reparto maschile. Vicino alle gigantesche infermiere sembrava un bambolotto.[1] È lui a suggerire la lobotomia di Sirena per metterla a tacere.
- Olga: ex prostituta internata perché aveva cavato un occhio al cliente che rifiutava di pagarla.[2] È stuprata dal dottor Garavaglia, medico del manicomio, che l'altra internata Irene chiama l'Angelo Bianco.
- Irene: quarantenne ricoverata per epilessia. Nella vita di prima faceva la maestra.[3]
- Gerolamo De Nardis: neurochirurgo di fama nazionale, primo nella lista dei candidati all'Accademia d'Italia.[4]
- Francesca Paganini Lonardo: contessa e direttrice dell'orfanotrofio delle Stelline.
- Giovannina: domestica di Delio Tessa.
- Ginetta Marchionno detta Doris: prostituta, collega di Sirena nella casa di tolleranza di via San Pietro all'Orto.
- Moretti: seniore della Milizia, frequentatore della casa di via San Pietro all'Orto. Prova simpatia per Sirena anche perché ha passato parte dell'infanzia nell'orfanotrofio dei Martinitt.
- Desdemona detta la Duchessa: tenutaria della predetta casa, nativa di Chioggia.
- Ivonne: prostituta collega di Sirena, di Mentone.
- Ignazio Scugnazzi, vero nome Ignazio Melesigene: ebreo greco nativo di Smirne. Fino all'invasione italiana della Grecia è il direttore della biblioteca di Salonicco. La sua figura è ispirata da un personaggio dello stesso nome che l'autore Pederiali conobbe in circostanze analoghe quand'era bambino.[5]
- Daniele Scugnazzi: diciassettenne ebreo rimasto separato dai suoi genitori. Viene raccolto da Ignazio, che finge di esserne il padre.
- Demetrio Accorsi: professore all'Università Cattolica del Sacro Cuore di Milano, con agganci sia nel regime fascista che nel CLN. Possiede un palazzo signorile in centro a Milano e una villa in Brianza.
- Francesco Pedroni: operaio emiliano, saldatore alla Caproni, padre di Beppe.[6][5]
- Maria coniugata Pedroni: moglie di Francesco e madre di Beppe.
- Giuseppe Pedroni detto Beppe: figlio di Francesco e Maria. Durante la sua permanenza nella pensione gioca a scacchi con Ignazio. Da grande diventa giornalista e ha una storia con Maria Sirena Colombo. Il nome, l'età e le circostanze della sua vita[5] suggeriscono che si tratti di un alter ego dell'autore.
- Orea Figini: ex attrice di teatro vedova, pensionante di Sirena.
- L'avvocato Mattiolo: pensionante di Sirena durante la guerra, molto attivo con la gente umile in difficoltà e per questo creduto dalle Colombo il loro benefattore. Nel dopoguerra si arricchisce dedicandosi alla difesa di grandi aziende e gente facoltosa.
- Alfredo Locchi: usciere del tribunale di Milano, spesso in combutta con Mattiolo.
- Theodor Burkert: tenente delle SS durante la Seconda guerra mondiale, poi titolare di un'agenzia investigativa.
- Joachim Willelms: professore all'Università di Tubinga, colonnello della Wehrmacht durante la Seconda guerra mondiale.
- Franz Hertel: tenente della Wehrmacht alle dipendenze del colonnello Willelms durante la Seconda guerra mondiale, poi dipendente di Burkert nel dopoguerra.
- Maria Sirena Colombo detta Sirena: figlia di Sirena Colombo e di Ignazio Scugnazzi, prima cantante di cabaret poi attrice.
- Esposito: agente della polizia di Milano negli anni Sessanta.
- De Nardo e Merighi: commissari di polizia di Milano.
- Cattabriga: brigadiere di polizia di Milano.
- Salvini: medico legale.
- Toni Beretta: barbone che vive nel Parco Sempione, informatore della polizia.
- Carlo Magni: commerciante di stoffe, corteggiatore di Sirena negli anni Sessanta.
- Paolo Accorsi: ingegnere elettronico, figlio di Demetrio.
- Dagmar Willelms: figlia di Joachim e amica di Paolo Accorsi.
- Il ragionier Torti: dirigente in pensione dell'ufficio anagrafe del comune di Milano, con la passione per le statistiche. A lui si rivolge Pedroni nella ricerca della figlia perduta di Sirena.
- Maddalena Delfanti: artista che Beppe suppone inizialmente essere figlia di Sirena.
- Mino Raggi: fumettista, vicino di casa di Maria Sirena.
- Carlo Beretta: giornalista collega di Beppe, che cura la pagina economica di ABC.

## Edizioni
- Giuseppe Pederiali, Il Ponte delle Sirenette, Narratori moderni, Milano, Garzanti, 2011, ISBN 978-88-11-68199-1.
- Giuseppe Pederiali, Il Ponte delle Sirenette, Elefanti bestseller, Milano, Garzanti, 2012, ISBN 978-88-11-68223-3.